# Distretto di Maruf
Il distretto di Maruf è un distretto dell'Afghanistan appartenente alla provincia di Kandahar. Viene stimata una popolazione di 32.100 abitanti (dato 2012-13).